# Копруша
Копруша (пол. Koprusza) — село в Польщі, у гміні Ключевсько Влощовського повіту Свентокшиського воєводства.